# Adicella altandroconia
Adicella altandroconia là một loài Trichoptera trong họ Leptoceridae. Chúng phân bố ở miền Cổ bắc.